# Cabeça Boa
Cabeça Boa is een plaats (freguesia) in de Portugese gemeente Torre de Moncorvo en telt 469 inwoners (2001).